# Teleutaea arisana
Teleutaea arisana är en stekelart som beskrevs av Jinhaku Sonan 1936. Teleutaea arisana ingår i släktet Teleutaea och familjen brokparasitsteklar. Inga underarter finns listade i Catalogue of Life.